# Trifolium montanum
Trifolium montanum là một loài thực vật trong chi Trifolium. Chúng là hoa biểu tượng của quận Oslo, Na Uy.

## Hình ảnh

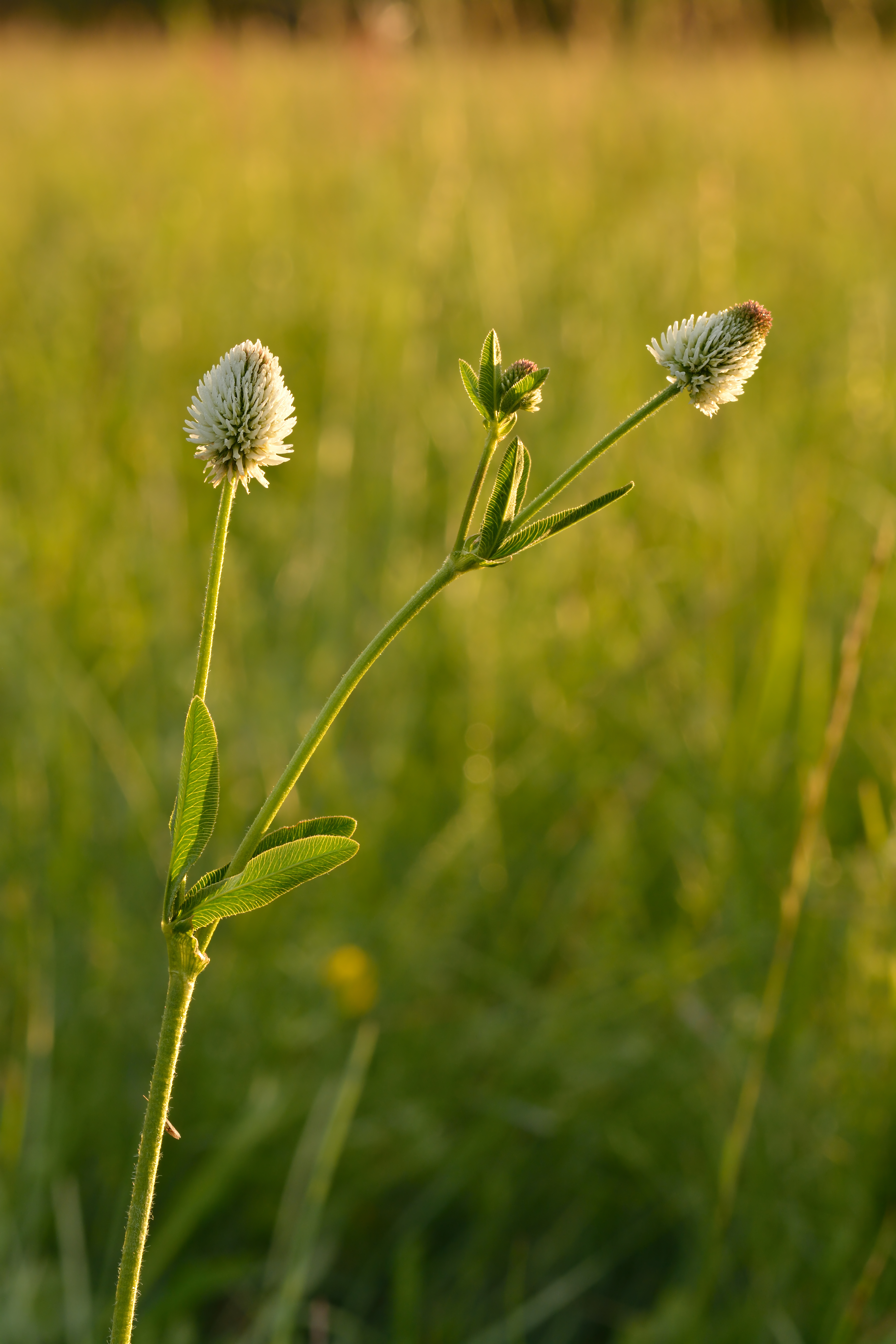
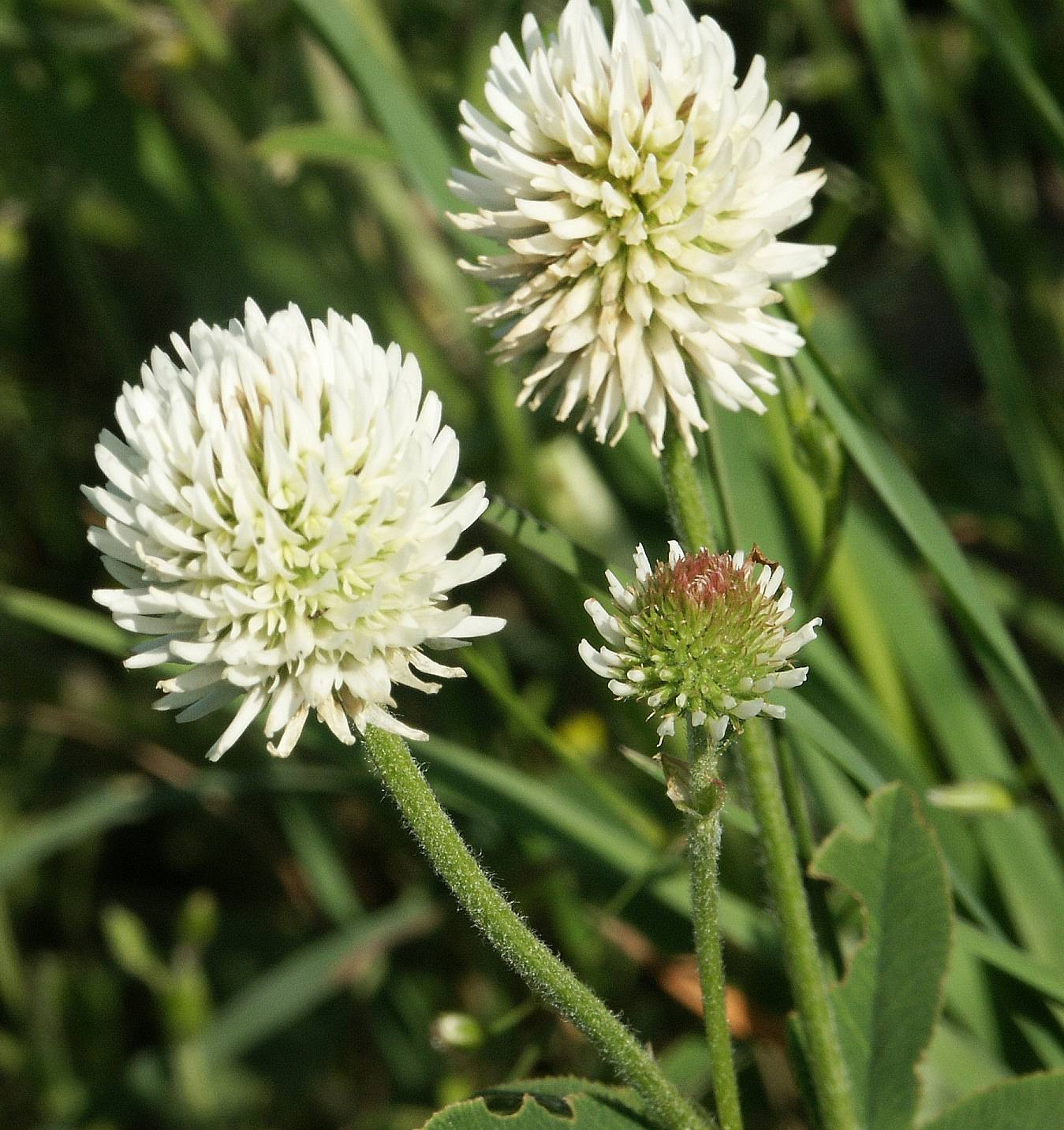
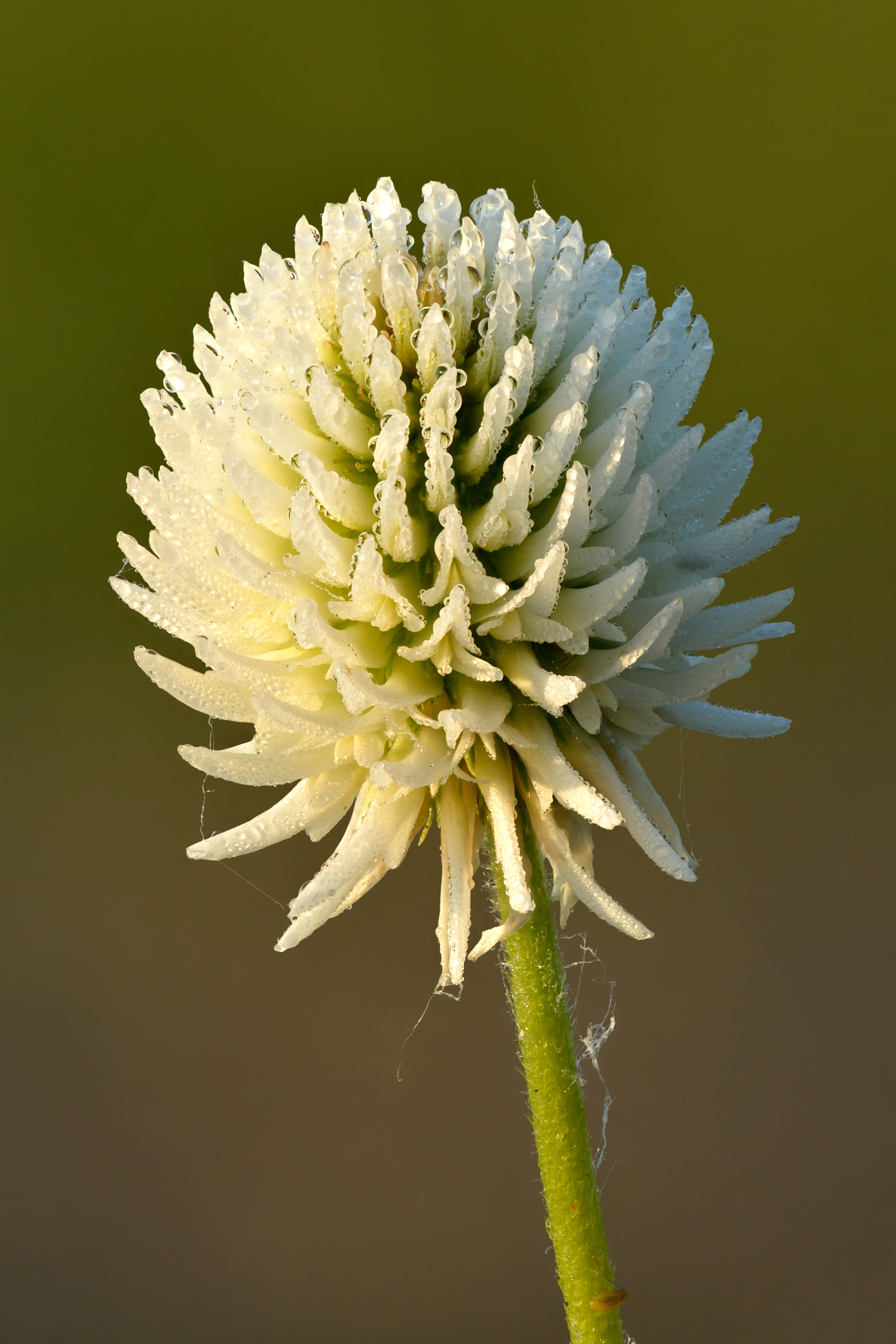
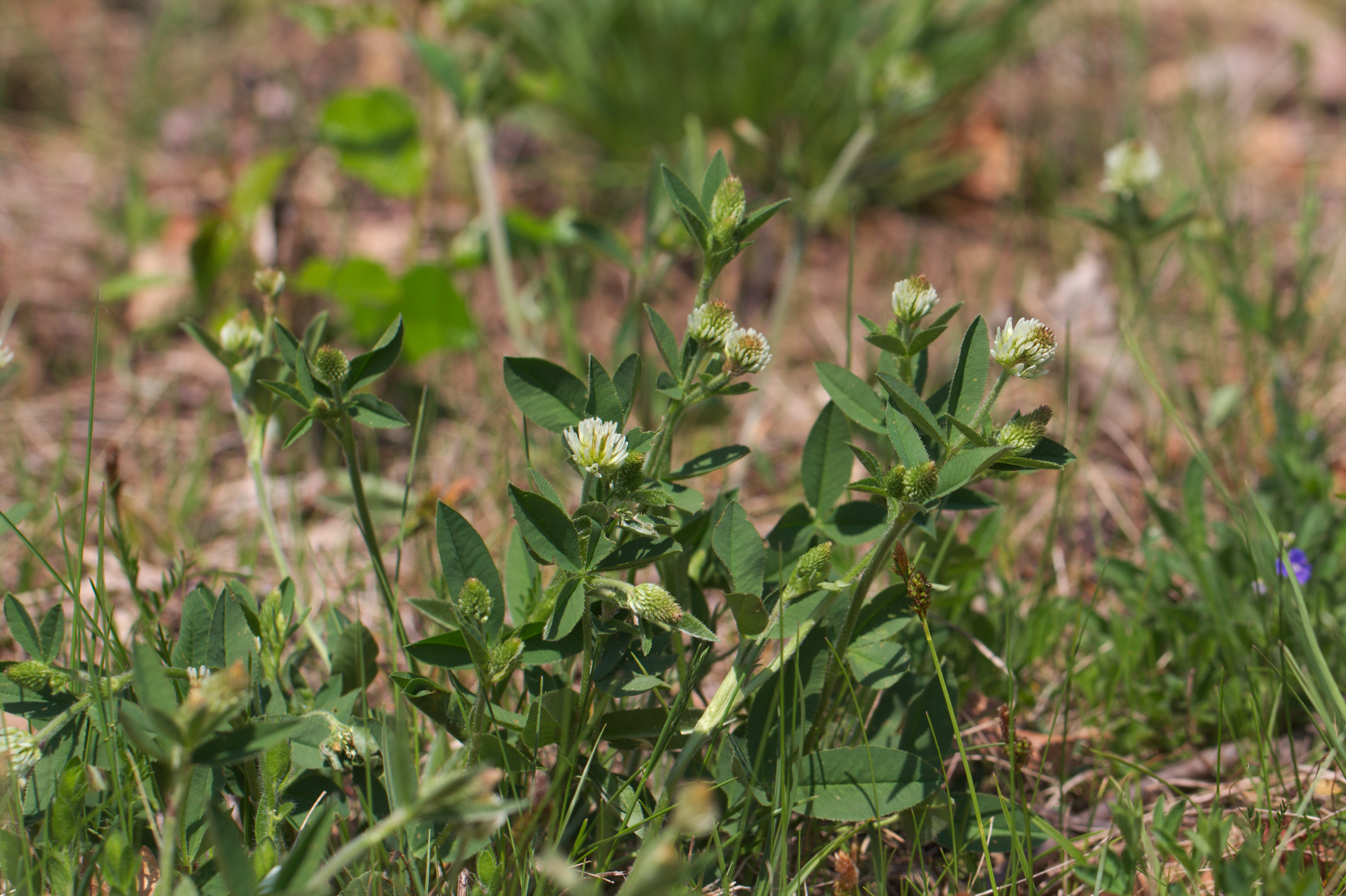